# Gulyás Zoltán (színművész)
Gulyás Zoltán (Budapest, 1958. június 10. – Kecskemét, 2020. november 6.) magyar színész, humorista, önkormányzati képviselő.

## Életútja
1980-ban a Madách Színházban kezdte színészi pályáját, majd 1983-tól a kecskeméti Katona József Színházban játszott. 1995-től szabadfoglalkozású színművész. 1999-től 2002-ig a Vidám Színpad tagja volt.
2003–2007 között ismét Kecskeméten játszott, vendégként fellépett a Centrál Színházban, a Madách Színházban, az Articsóka Színpadon, a Mikroszkóp Színpadon, a Kalocsai Színházban és az Újpest Színházban is. Később a Dumakabaré illetve a Stand UP Brigád humoristája volt, stand-up produkciók népszerű fellépője.
Dalszövegeket, humoreszkeket, jeleneteket is írt. Gyakori szereplője volt a Gálvölgyi Show-nak.
2019-ben a Demokratikus Koalíció kecskeméti önkormányzati képviselője, aki a Szövetség a Hírös Városért Egyesület listájáról került a testületbe.
Szívpanaszokkal küzdött,  62 éves korában, 2020. november 6-án hunyt el.

## Fontosabb színházi szerepei
- Molnár Ferenc: Liliom...Kapitány
- Molnár Ferenc: Doktor úr...Dr. Sárkány
- Lázár Ervin: Gyere haza, Mikkamakka!...Ló Szerafin
- Carlo Goldoni: Nem mindennapi házasság...Alberto
- William Shakespeare: A velencei kalmár...Salarino
- William Shakespeare: Szentivánéji álom...Ösztövér
- William Shakespeare: Rómeó és Júlia...Narrátor és Őrparancsnok
- Szép Ernő: Vőlegény...Zoli
- Bertolt Brecht: Koldusopera...Fűrész Róbert
- Weöres Sándor: Holdbéli csónakos...Memnon
- Jacobi Viktor: Sybill...Borcsakov
- Jacobi Viktor: Leányvásár...Jefferson
- Dario Niccodemi: Tacskó...Egisto
- Huszka Jenő: Mária főhadnagy...Krantz doktor
- Friedrich Dürrenmatt: A milliomosnő látogatása...Claire Zacanassian férjei VII-IX.
- Tamási Áron: Csalóka szivárvány...Fecske
- Thorton Wilder - Michael Stewart - Jerry Herman: Hello, Dolly!...Ambrose Kemper
- Gerhart Hauptmann: Naplemente előtt...Főpolgármester
- Hernádi Gyula: Királyi vadászat... Boross Sándor
- Fekete Sándor: A Lilla-villa titka...Trumbecki
- Németh László: Szörnyeteg...Hidvégi Egon
- Leo Fall: Madame Pompadour...Collin
- Jule Styne - Arthur Laurents - Stephen Sondheim: Gipsy...Georgie; Goldsone; Pastey; Weber
- Eisemann Mihály: Bástya sétány 77...Sasek elvtárs
- Szirmai Albert - Bakonyi Károly : Mágnás Miska...Korláthy gróf
- Lionel Bart: Olivér...Grimwig doktor
- Pozsgai Zsolt: Égi szerelem...Finger báró
- Pozsgai Zsolt: A szörny és a szép...Kőrösi
- Zágon István - Nóti Károly - Eisemann Mihály: Hippolyt a lakáj...Hippolyt
- Karinthy Frigyes: Omnibusz...Fuksz
- Louis Feydeau: Meglőttük a fényes sellőt...Dumasev (öreg orosz tábornok)
- Harsányi Gábor: mindhalálig szex...szereplő (Centrál Színház)
- Molière: Fösvény...Rendőrbiztos
- George Bernard Shaw: Sosem lehet tudni...Inas (Madách Színház)
- Arany János - Balla Zsófia: Rózsa és Ibolya...Tündérkirály (magyar király)
- Nyikolaj Vasziljevics Gogol: A revizor...Dobcsinszkij-Bobcsinszkij
- Nyikolaj Vasziljevics Gogol: Háztűznéző...Sztarikov (kereskedő a vásárcsarnokban)
- Roland Schimmelpfennig: Berlin, Greifswalder Strasse...Egy kislány apja; 1. román
- Georg Brüchner: Danton halála...Férfiak a forradalom korából
- Bagossy László: E-chat...szereplő
- Bereményi Géza - Horváth Károly: Laura...Szabóky képviselő
- Marius von Mayenburg: Lángarc...Apa
- Kálmán Imre: Csárdáskirálynő...Leopold Mária (Kalocsai Színház)
- Rideg Sándor: Indul a bakterház...Bakter

## Szerzőként
- Polgár András–Gulyás Zoltán–Hajdú Sándor: Csendkúra (Kecskemét, Katona József Színház 1990. március 30.) A darab dalszövegeit Gulyás Zoltán írta.
- Valami Magyarország – kabaré – (Centrál Színház, 2002. május 23.) Földes Péter – Hajós András – Köves Viktória – Megyesi Gusztáv – Pataki Balázs – Putz Attila – Szilágyi Ákos – Tóth Tibor – Verebes István mellett, Gulyás Zoltán is az előadás egyik írója.
- Gulyás Zoltán: A nő, ha szőke (Articsóka Színpad, 2003. április 14.)
- Széllel szemben (Mikroszkóp Színpad, 2004. december 3.) Aradi Tibor – Kal Pintér Mihály – Markos Zoltán – Rácz Mihály- Sas József – Selmeczi Tibor – Szabó Szilárd – Trunkó Barnabás – Ürmös Zsolt – Varga Ferenc József – Váradi Tibor – Walter Béla mellett, Gulyás Zoltán is az előadás egyik írója.

## Filmjei, televíziós munkái
- Könyörtelen idők (1992)
- Szomszédok (TV sorozat) 218. rész (1995); 239. rész (1996); 245. rész (1996) 298. (1998) Részeg; Hámori Balázs
- Kisváros (TV sorozat) Miska benzinkutas, autószerelő (1993–1999) Müller (2001)
- Szeressük egymást, gyerekek! (1996)
- Astral (magyar kísérleti film, 1996) gyártásvezető
- Chacho Rom (2001) Gerevics
- Kész Átverés Show (2001)
- Gálvölgyi Show (2010–2011) 23 adás
- Mennyi? 30! – A legjobb pillanatok (TV-kabaré show)